# Estela de Tel Dan
La estela de Tel Dan es una piedra sobreescrita descubierta entre 1993 y 1994 durante excavaciones llevadas a cabo en Tel Dan en el norte de Israel. Está formada por numerosos fragmentos que forman una inscripción triunfal en arameo, realizada con toda probabilidad en la época del rey arameo Hazael de Damasco, a finales del siglo IX a. C.
En el texto, Hazael (o más precisamente, el rey cuyo nombre no consta) alardea de sus victorias sobre el rey de Israel y su aliado el rey de la "Casa de David" (bytdwd). Su hallazgo constituye la primera vez que se encuentra una inscripción con el nombre de David y su dinastía fuera del contexto bíblico.
Lo que aún perdura de la inscripción, que data del siglo IX a. C., detalla que un individuo mató a Joram, el hijo de Acab, rey de Israel y rey de la "Casa de David". Estos escritos corroboran el relato bíblico del Segundo Libro de los Reyes (3:1 a 27), en el que menciona que Joram es hijo del rey israelita Acab, y de su esposa fenicia Jezabel. Aplicando un punto de vista bíblico a la inscripción, el candidato probable para haber erigido la estela es Hazael, un rey arameo, cuyo idioma habría sido el arameo, quien se menciona en el Segundo Libro de los Reyes (9:1-26) por haber conquistado la Tierra de Israel, aunque no pudo para tomar Jerusalén.  
La inscripción de Tel Dan generó un importante debate y una sucesión de artículos cuando apareció, dando pie incluso a acusaciones de falsificación, "pero se observa actualmente de modo amplio como a) genuina, y b) relativa a la dinastía de David y al Reino Arameo de Damasco".
Se encuentra actualmente en exposición en el Museo de Israel, en Jerusalén.

## Texto
A continuación se recoge la transcripción del texto de la estela utilizando caracteres en hebreo, tal y como han sido facilitados por el arqueólogo israelí Avharam Biran y su colega Naveh. Las palabras separadas por puntos (como en el original), y los espacios en blanco separados por corchetes indican texto dañado o faltante, y el texto dentro de corchetes ha sido reconstruido por Biran y Naveh:
1.[  ]א]מר.ע[      ]וגזר          ]
2.[ ]אבי.יסק[.עלוה.בה]תלחמה.בא---      ]
3.וישכב.אבי.יהך.אל[.אבהו]ה.ויעל.מלכי[ יש]
4.ראל.קדם.בארק.אבי[.ו]יהלך.הדד[.]א[יתי]
5.אנה.ויהך.הדד.קדמי[.ו]אפק.מן.שבע[ת---]
6.י.מלכי.ואקתל.מל[כן.שב]ען.אסרי.א[לפי.ר]
7.כב.ואלפי.פרש.[קתלת.אית.יהו]רם.בר[אחאב.]
8.מלך.ישראל.וקתל[ת.אית.אחז]יהו.בר[יהורם.מל]
9.ך.ביתדוד.ואשם.[אית.קרית.הם.חרבת.ואהפך.א]
10.ית.ארק.הם.ל[ישמן                   ]
11.אחרן.ולה[...                ויהוא.מ]
12.לך.על.יש[ראל...               ואשם.]
13.מצר.ע[ל.                           ]
La siguiente traducción línea por línea ha sido realizada por Lawrence J. Mykytiuk (publicado en 2004) siguiendo principalmente a Biran y Naveh. El texto dañado o faltante se representa mediante corchetes vacíos "[   ]" y las palabras y letras dentro de los corchetes han sido reconstruidas. El "Hadad" mencionado en las primeras líneas es un dios

1'. [   ]...[   ] y cortó [   ]

2'. [   ] mi padre se levantó [contra él] y luchó en [...]

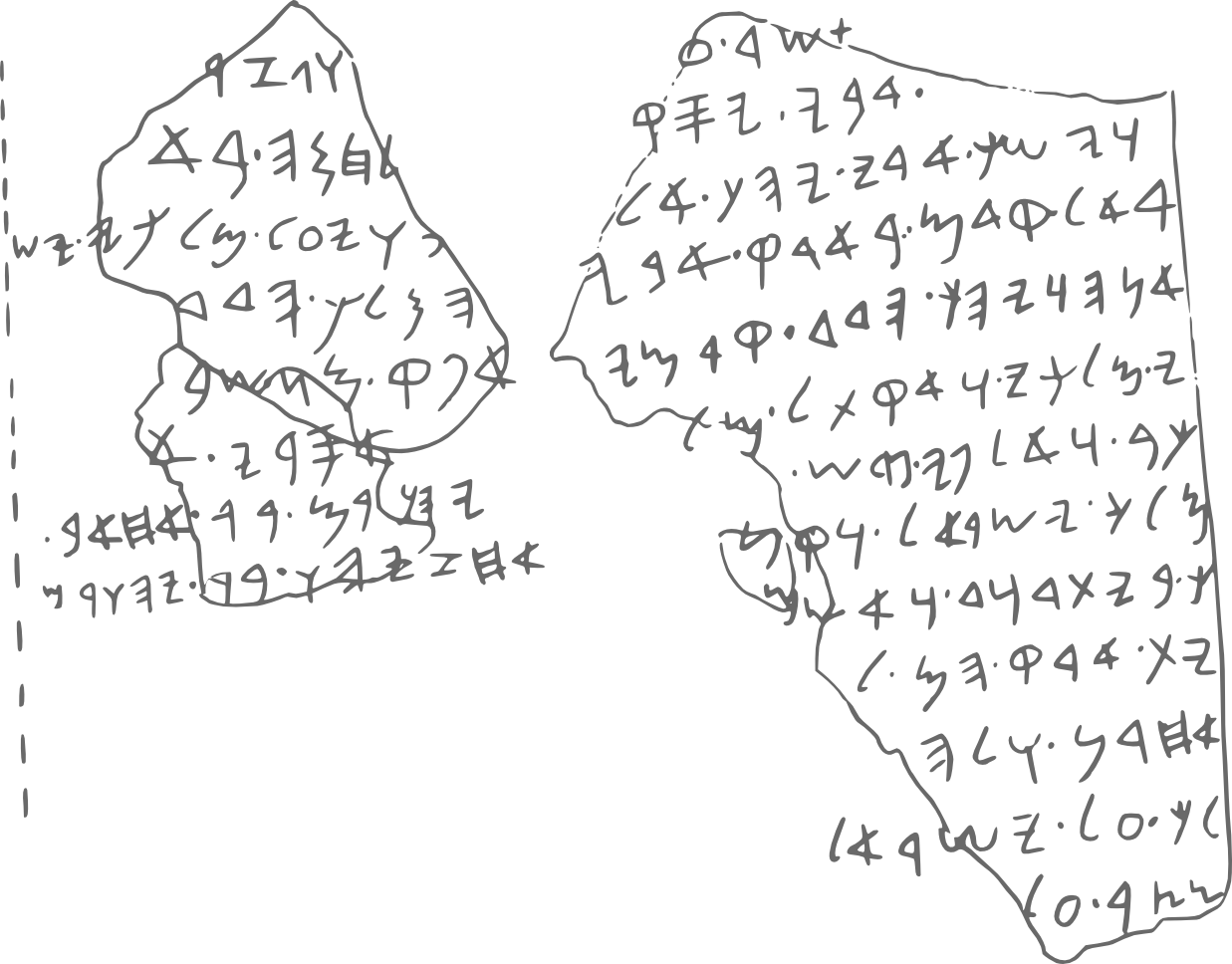
La estela de Tel Dan: fragmento A a la derecha, fragmentos B1 y B2 a la izquierda.

3'. Y mi padre se rindió; fue con sus [antepasados]. Ahora el rey de I[s-] 

4'. rael entró en la tierra de mi padre antes. [Pero entonces] Hadad me hizo rey,

5'. Y Hadad marchó delante de mí. Así que fui hacia el frente de [los] siete [...]

6'. de mi reinado, y maté a [sete]nta rey[es] que habían enjaezado mil[es de carr]os

7'. y miles de caballos. [Y yo maté a Jo]ram hijo de [Acab]

8'. el rey de Israel, y yo maté [Aca]yahu hijo de [Joram re]y de

9'. la Casa de David. Y yo llevé [sus ciudades en ruinas y convertí]

10'. su tierra en [desolación ...]

11'. otros y [...Entonces...me hice re]/y

12'. condujeron sobre Is[rael...Y entonces comencé]

13'. asedio contra [...]